# ميناء وايت ساندز الفضائي
ميناء وايت ساندز الفضائي (بالإنجليزية: White Sands Space Harbor)‏، مدرج طيران وموقع اختبار لأبحاث الصواريخ، ومنطقة تدريب استخدمتها ناسا لتدريب رواد مكوك الفضاء على عملية الإقلاع والهبوط، من خلال استعمال طائرة التدريب تي-38 تالون، يضم ميناء وايت ساندز الفضائي مرافق للمراقبة الفضائية، وكان يعتبر موقع هبوط احتياطي ضمن برنامج مكوك الفضاء وقد استخدم مره واحدة عند هبوط مكوك الفضاء كولومبيا في 30 مارس سنة 1982 في البعثة رقم إس تي إس-3، يقع الميناء الفضائي على بعد 50 كم غرب ألاموغوردو في ولاية نيومكسيكو، ضمن قاعدة صواريخ تابعة للقوات المسلحة الأمريكية.